# Гергард Ремус
Ґергард Ремус (нім. Gerhard Remus; 10 травня 1916 — 1 березня 1975) — німецький офіцер-підводник, капітан-лейтенант крігсмаріне.

## Біографія
3 квітня 1936 року вступив на флот. З червня 1938 по жовтень 1940 року служив на легкому крейсері «Емден». З листопада 1940 по березень 1941 року пройшов курс підводника. В квітні-жовтні 1941 року — 1-й вахтовий офіцер підводного човна U-652, на якому взяв участь у двох походах, під час яких був потоплений 1 і пошкоджені 3 кораблі загальною водотоннажністю 20 825 тонн. В жовтні-листопаді пройшов курс командира човна. З 20 листопада 1941 по 15 червня 1942 року — командир U-34, з 25 липня по 24 січня 1943 року — U-566, на якому здійснив 2 походи (разом 66 днів у морі). Після цього командував відділом торпедних атак 24-ї флотилії. З жовтня 1944 року служив в командуванні своєї флотилії. В березні 1945 року переведений у відділення торпедних атак 26-ї флотилії. З квітня 1945 року — командир U-2364. 5 травня наказав затопити човен, після чого служив в штабі командування підводного флоту. В кінці війни взятий в полон. 3 серпня 1945 року звільнений.
Всього за час бойових дій потопив 4 кораблі загальною водотоннажністю 24 944 тонни.
| Дата             | Назва корабля   | Тип               | Тоннаж | Вантаж                                                                                   | Екіпаж | Загинули | Країна             | Конвой |
| ---------------- | --------------- | ----------------- | ------ | ---------------------------------------------------------------------------------------- | ------ | -------- | ------------------ | ------ |
| 17 серпня 1942   | Triton          | Торговий теплохід | 6,607  | 3000 тонн цинкових концентратів, 2682 тонни вовни, 3259 тонн пшениці та 867 мішків пошти | 43     | 0        | Норвегія           | SL-118 |
| 28 серпня 1942   | City of Cardiff | Торговий пароплав | 5,661  | 7500 тонн генеральних вантажів, у тому числі міді                                        | 84     | 21       | Британська імперія | SL-119 |
| 28 серпня 1942   | Zuiderkerk      | Торговий пароплав | 8,424  | 8045 тонн генеральних вантажів, включаючи вовну, бавовну, олійні культури і шкури        | 68     | 0        | Нідерланди         | SL-119 |
| 7 листопада 1942 | Glenlea         | Торговий пароплав | 4,252  | 5000 тонн вугілля, 1000 тонн генеральних вантажів і вантажівки як палубний вантаж        | 49     | 44       | Британська імперія | ON-142 |

## Звання
- Кандидат в офіцери (3 квітня 1936)
- Морський кадет (10 вересня 1936)
- Фенріх-цур-зее (1 травня 1937)
- Лейтенант-цур-зее (1 жовтня 1938)
- Оберлейтенант-цур-зее (1 жовтня 1940)
- Капітан-лейтенант (1 квітня 1943)